# As-Salihijja (Idlib)
As-Salihijja (arab. الصالحية) – wieś w Syrii, w muhafazie Idlib. W 2004 roku liczyła 180 mieszkańców.